# العلاقات الكاميرونية الغرينادية
العلاقات الكاميرونية الغرينادية هي العلاقات الثنائية التي تجمع بين الكاميرون وغرينادا.

## مقارنة بين البلدين
هذه مقارنة عامة ومرجعية للدولتين:
| وجه المقارنة                                              | الكاميرون                      | غرينادا                                |
| --------------------------------------------------------- | ------------------------------ | -------------------------------------- |
| المساحة (كم2)                                             | 475.44 ألف                     | 348                                    |
| عدد السكان (نسمة)                                         | 24.05 مليون                    | 107.83 ألف                             |
| الكثافة السكانية (ن./كم²)                                 | 50.58                          | 30.99 ألف                              |
| العاصمة                                                   | ياوندي                         | سانت جورجز                             |
| اللغة الرسمية                                             | لغة فرنسية، لغة إنجليزية       | لغة إنجليزية، إنكليزية غرنادة المولدة ‏ |
| العملة                                                    | فرنك وسط أفريقي                | دولار شرق الكاريبي                     |
| الناتج المحلي الإجمالي (بليون دولار)                      | 34.80 مليار                    | 1.12 مليار                             |
| الناتج المحلي الإجمالي (تعادل القوة الشرائية) بليون دولار | 72.72 مليار                    | 1.45 مليار                             |
| الناتج المحلي الإجمالي الاسمي للفرد دولار أمريكي          | 1.22 ألف                       | 9.21 ألف                               |
| الناتج المحلي الإجمالي للفرد دولار أمريكي                 | 2.97 ألف                       | 12.43 ألف                              |
| مؤشر التنمية البشرية                                      | 0.512                          | 0.750                                  |
| رمز المكالمات الدولي                                      | +237                           | +1473                                  |
| رمز الإنترنت                                              | .cm                            | .gd                                    |
| المنطقة الزمنية                                           | توقيت غرب أفريقيا، ت ع م+01:00 | 00                                     |

## منظمات دولية مشتركة
يشترك البلدان في عضوية مجموعة من المنظمات الدولية، منها:
| علم المنظمة | اسم المنظمة                                 | تاريخ انضمام الكاميرون | تاريخ انضمام غرينادا |
| ----------- | ------------------------------------------- | ---------------------- | -------------------- |
|             | الاتحاد البريدي العالمي                     | ?                      | ?                    |
|             | يونسكو                                      | 11 نوفمبر 1960         | 17 فبراير 1975       |
|             | البنك الدولي للإنشاء والتعمير               | 10 يوليو 1963          | 27 أغسطس 1975        |
|             | منظمة التجارة العالمية                      | ?                      | ?                    |
|             | وكالة ضمان الاستثمار متعدد الأطراف          | 7 أكتوبر 1988          | 12 أبريل 1988        |
|             | دول الكومنولث                               | ?                      | ?                    |
|             | الاتحاد الدولي للاتصالات                    | 22 ديسمبر 1960         | 17 نوفمبر 1981       |
|             | منظمة الشرطة الجنائية الدولية               | ?                      | ?                    |
|             | مؤسسة التمويل الدولية                       | 1 أكتوبر 1974          | 28 أغسطس 1975        |
|             | الأمم المتحدة                               | 20 سبتمبر 1960         | 17 سبتمبر 1974       |
|             | مجموعة دول أفريقيا والكاريبي والمحيط الهادئ | ?                      | ?                    |
|             | مؤسسة التنمية الدولية                       | 10 أبريل 1964          | 28 أغسطس 1975        |
|             | منظمة حظر الأسلحة الكيميائية                | ?                      | ?                    |
|             | المركز الدولي لتسوية المنازعات الاستشارية   | 2 فبراير 1967          | 23 يونيو 1991        |

## وصلات خارجية
- موقع وزارة الخارجية الكاميرونية